# Viveka Hedbjörk
Viveka Maria Hedbjörk, född 14 juni 1958 i Värnamo, är en svensk journalist. Hon var från 2009 till 2022 chefredaktör för sexdagarstidningen Hallandsposten med centralredaktion i Halmstad samt chefredaktör för Hallands Nyheter från 2015.

## Biografi
Viveka Hedbjörk har en bakgrund som reporter på Värnamo-Tidningen, nyhetschef och redaktionschef på Värnamo Nyheter, och 2003-2005 var hon vd för Stampens dotterbolag Västsvenska Lokaltidningar AB som gav ut sex gratistidningar i Göteborgsområdet. I mitten på 2000-talet arbetade hon som affärschef på Merresor AB, med ansvar för Krösatågen..
Hedbjörk började som chefredaktör på Hallandsposten vid årsskiftet 2009. Till en början var Hedbjörk enbart chefredaktör men tog snart också över arbetet som ansvarig utgivare.
Från den 1 oktober 2015 innehade hon samma tjänst på systertidningen Hallands Nyheter, med spridning i norra Halland, och var fram till 2022 ansvarig utgivare för båda tidningarna.